# 경제적 균형
경제학에서 경제적 균형은 수요와 공급과 같은 경제적 힘이 균형을 이루고 외부 영향이 없을 때 경제 변수의 (균형) 값이 변하지 않는 상황이다. 예를 들어, 표준 텍스트에서, 완전 경쟁에서 균형은 수요량과 공급량이 같은 지점에서 발생한다. 이 경우 시장 균형은 구매자가 추구하는 재화 나 용역의 양이 판매자가 생산 한 재화 나 용역의 양과 같도록 경쟁을 통해 시장 가격 이 설정되는 조건이다.

## 균형의 속성
일반적으로 Huw Dixon은 평형의 세 가지 기본 속성을 제안했다. 이것들은:
평형 속성 P1 : 행위자의 행동이 일관적이다.
평형 속성 P2 : 어떤 행위자도 행동을 변경할 인센티브가 없다.
평형 속성 P3 : 균형은 일부 동적 프로세스(안정성)의 결과이다.

## 규범적 평가
대부분의 경제학자, 예를 들어 폴 새뮤얼슨 :Ch.3,p.52은 균형 가격에 규범 적 의미(가치 판단)를 :Ch.3,p.52  붙이지 않도록 주의한다. 예를 들어 식품 시장은 사람들이 굶주리는 동시에 균형 상태에 있을 수 있다.

## 불균형

불균형은 평형 상태가 아닌 시장을 특징으로 한다. 불균형은 매우 짧게 또는 장기간에 걸쳐 발생할 수 있다.

## 같이 보기
- 노동가치론